# ناحیه امپایر، شهرستان داکوتا، مینه سوتا
ناحیه امپایر (به انگلیسی: Empire Township) یک منطقهٔ مسکونی در ایالات متحده آمریکا است که در شهرستان داکوتا، مینه‌سوتا واقع شده‌است.
 ناحیه امپایر ۸۷٫۴ کیلومتر مربع مساحت و ۲٬۴۴۴ نفر جمعیت دارد و ۲۶۵ متر بالاتر از سطح دریا واقع شده‌است.